# Ground Zero: Texas
Ground Zero: Texas är ett TV-spel till Sega CD, utgivet i november 1993.

## Handling
Utomjordingar har anfallit den lilla staden El Cadron i Texas. Människor börjar försvinna, och det gäller att stoppa utomjordingarna och besegra dem innan en atombomb exploderar.

### Fotnoter
1. ↑  Peter M. Nichols: Home Video. In: New York Times, 10 december 1993.  hämtdatum: 7 maj 2014. (archived version)